# Patton Memorial Pilsen
Patton Memorial Pilsen – muzeum otwarte 5 maja 2005, w 60. rocznicę wyzwolenia Pilzna i południowo-zachodnich Czech przez United States Army w ostatnich dniach II wojny światowej.
Ekspozycja przedstawia pobyt armii Stanów Zjednoczonych w Czechosłowacji w 1945, powojenną gospodarczą pomoc UNRRA i historię socjalistycznej Czechosłowacji w latach 1948–1989. Na największy zakres zbiorów składają się sprzęt i uzbrojenie armii oraz wiele przedmiotów codziennego użytku żołnierzy amerykańskich. Eksponaty pochodzą ze zbiorów prywatnych.

## Galeria

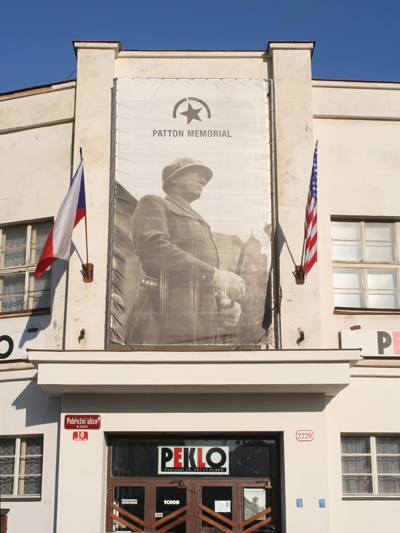
Wejście do muzeum
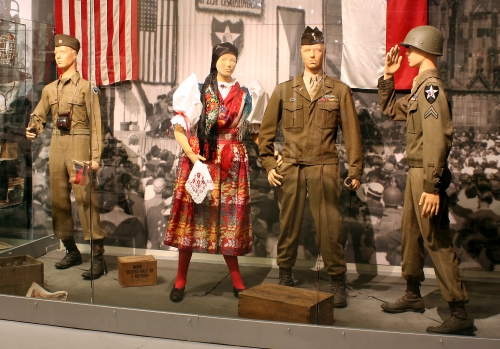
Ekspozycja